# Mais qu'est-ce qu'elle me veut de plus cette mégère ? Mes couilles sur un plateau ?
|                                                                                  |  |  |
| Jacques Chirac (à gauche) et Margaret Thatcher (à droite), dans les années 1980. |  |  |

« Mais qu'est-ce qu'elle me veut de plus cette mégère ? Mes couilles sur un plateau ? » (ou « ménagère » selon d'autres sources) est une petite phrase prononcée par Jacques Chirac en 1988 à propos de Margaret Thatcher lors d'une réunion du Conseil européen. D'abord révélée par le tabloïd The Sun, puis niée par l’intéressé, cette déclaration met alors en lumière les tensions entre la France et le Royaume-Uni sous l'ère Tatcher. Il s'agit d'un exemple typique du langage informel dont Jacques Chirac était coutumier, loin des discours officiels.
Dans les années 2010, cet incident est utilisé pour illustrer le sexisme présent chez Chirac et d'autres hommes politiques de l'époque.

## Contexte
Jacques Chirac est alors Premier ministre français et Margaret Thatcher Première ministre britannique.
Cette phrase est rapportée lors d'une réunion du Conseil européen à Bruxelles, les 11 - 12 février 1988, après un « vif échange » entre Chirac et Thatcher sur le remboursement d'une partie de la contribution du Royaume-Uni au budget de l'Union européenne,,. Son microphone, qu'il pensait éteint, est alors encore allumé. La journaliste Christine Clerc, dans son pastiche Journal intime de Jacques Chirac édité en 1995, précise : « Un traducteur s'empressa de traduire, ce qui n'était pas utile. » et ajoute que par la suite, la Première ministre britannique ne lui en a pas voulu.

## Termes employés
Selon certaines sources, Jacques Chirac a employé le terme « mégère » et non « ménagère »,,.

## Réactions
Le tabloïd britannique The Sun, quotidien de langue anglaise le plus vendu au monde, titre dans son édition suivante « Le Premier ministre français est ordurier ».
Interviewé par Henri Sannier au journal de 20 h d'Antenne 2, Chirac nie avoir déclaré cette phrase : « Je ne sais pas comment sont nés ces bruits, j'ai défendu fermement les positions de la France, c'est dans ma nature. »,
Selon le journaliste Michel Faure, il fut suggéré par Peter Carington que le prince Charles devienne ambassadeur du Royaume-Uni en France. Cependant, Faure souligne que cette invective illustre le débat agité qui anime alors les deux côtés de la Manche et explique que cela a eu pour conséquence le retrait de la candidature du prince au poste.
Lors d'un documentaire en 2003, Charles Powell, secrétaire privé de Tatcher à l'époque des faits, se refuse encore à répéter les propos tenus par Chirac. Il rappelle néanmoins que le premier ministre devenu président de la République n'est pas le mieux placé pour reprocher à Tony Blair d'être « très mal élevé » à l'occasion d'un désaccord sur la PAC en septembre 2003,.

## Analyse
D'après l'historienne et psychanalyste Sylvie Lausberg, l'invective du Premier ministre français envers la Première ministre britannique témoigne de l'« inflexibilité » valant le surnom de dame de fer à Tatcher. Lausberg rappel aussi que l'usage du mot « couille » est associé aux notions de courage et de tempérament, « comme si ces qualités se logeaient dans les bourses masculines ».
L'historien et linguiste Damon Mayaffre relève une différence significative entre les discours officiels de Jacques Chirac « contrôlés, cadenassés et en fait souvent particulièrement vides » et sa façon de s'exprimer dans le privé avec des « discours très relâché voire vulgaire ». Par ailleurs, le site d'informations HuffPost rapporte que Chirac était coutumier du mot « couille ». Le linguiste explique que « Ce qui est objectivement choquant aujourd'hui ne l'était pas à l'époque ».
En outre, pour le journaliste et historien Thomas Snégaroff, la réaction de Chirac sur Antenne 2 en 1988 « prouve que l'insulte n'est alors pas un outil diplomatique » et compare cette situation avec l'usage de l'insulte en 2019 par des personnalités comme Donald Trump ou Jair Bolsonaro.
À la suite du décès de Jacques Chirac, dans un article pour le HuffPost, la journaliste Louise Wessbecher prend en exemple la citation pour évoquer le sexisme chez Chirac et estime que si le Premier ministre Édouard Philippe en 2019 avait prononcé ces mêmes mots à l'encontre d'une homologue, il « le paierait sans doute de son poste ». Diane Roman, professeure de droit public, explique qu'à l'instar de cette saillie envers Thatcher, certains présidents de la Ve République ont « pu endosser des déclarations constituant un écueil intellectuel majeur à toute tentative de rattachement à un positionnement féministe. »

## Dans la culture
Il est fait référence à cette phrase dans le film La Conquête (2011) réalisé par Xavier Durringer. Jacques Chirac vient d'assister à une intervention télévisée de Nicolas Sarkozy, et est courroucé par son insolence (ce dernier vient en effet de déclarer qu'il pensait à l'élection présidentielle « pas seulement quand [il s]e rase ») ; son épouse Bernadette lui dit alors : « Vous avez vraiment perdu votre sens politique. Faut le féliciter bien sûr... Et vous ajouterez mes compliments personnels ! », ce à quoi le président de la République rétorque : « Et ma paire avec, oui ! et sur un plateau ! »